# Tibi (football)
Pour les articles homonymes, voir Tibi (homonymie).
António José de Oliveira Meireles, plus communément appelé Tibi, né le 9 avril 1951 à Matosinhos et mort le 28 décembre 2021, est un footballeur portugais. Il évoluait au poste de gardien de but.

## Biographie

### En club
En 1969, Tibi commence sa carrière au Leixões SC et découvre la première division portugaise,,.
Après trois saisons passées au club, il devient joueur du FC Porto en 1972,,.
Lors de la saison 1977-1978, il est prêté au Varzim SC,,.
En 1978, il est à nouveau, dans le cadre d'un prêt, joueur du FC Famalicão, où il ne reste là encore qu'une saison,,.
Tibi revient jouer sous les couleurs du FC Porto en 1979, qu'il représente jusqu'en 1982,,.
En 1982, il retrouve le Leixões SC, mais reste sur le banc pendant toute la saison sans jouer de match.
Il est titulaire du RD Águeda en première division lors de la saison 1983-1984,,
Lors de la fin de sa carrière, il se cantonne à un rôle de gardien remplaçant dans les clubs de Mangualde, du Sporting Espinho et au FC Maia,,
Tibi raccroche les crampons après une dernière saison 1987-1988 dans le club amateur de Vila Nova de Foz Côa
Il dispute un total de 246 matchs en première division portugaise,. Au sein des compétitions européennes, il dispute 10 matchs en Coupe UEFA.

### En équipe nationale
International portugais, il reçoit deux sélections en équipe du Portugal, toutes les deux en amical. Le 13 novembre 1974, il dispute un match contre la Suisse (défaite 0-3 à Berne). Presque sept ans plus tard, le 20 juin 1981, il joue une rencontre contre l'Espagne (victoire 2-0 à Porto).